# 久川大志
久川 大志(ひさかわ だいし)は、高知県在住の電子音楽アーティスト。

## 略歴
90年代初頭より活動を開始し、ARM名義でのライブ活動を行う。1997年にTRANSONIC RECORDSより発表されたコンセプトアルバム「ARMEDPHONE TOUR」では、短い88のトラックを収録し、CDプレイヤーのシャッフル再生機能を使う事で、聴き手がトラックを再構築することを可能にし、高い評価を得る。
1988年に永田一直（TRANSONIC RECORDS、ExT Recordingsを主催）・三宅剛正（Pacific 231）と共にORGANIZATIONを結成。TRANSONIC RECORDSの前身のTRIGGER LABELより音源を発表。後に脱退し、1990年にARMとして活動開始。1997年には山本アキヲ・佐脇オキヒデのユニットタンツムジークの3人目のメンバーとして参加。2002年以降は、砂原良徳のライブサポートを務めている。

## ディスコグラフィー
- ARMEDPHONE TOUR（1997年 / Transonic Records）
- ARM 1996-1998（1999年 / Transonic Records）